# Олешкі
Олешкі (пол. Oleszki) — село в Польщі, у гміні Бусько-Здруй Буського повіту Свентокшиського воєводства.
Населення — 220 осіб (2011).
У 1975-1998 роках село належало до Келецького воєводства.

## Демографія
Демографічна структура на день 31 березня 2011 року:
|          | Загалом | Допрацездатний вік | Працездатний вік | Постпрацездатний вік |
| -------- | ------- | ------------------ | ---------------- | -------------------- |
| Чоловіки | 103     | 20                 | 77               | 6                    |
| Жінки    | 117     | 23                 | 70               | 24                   |
| Разом    | 220     | 43                 | 147              | 30                   |